# Paraperla lepnevae
Paraperla lepnevae är en bäcksländeart som beskrevs av Zhiltzova 1970. Paraperla lepnevae ingår i släktet Paraperla och familjen blekbäcksländor. Inga underarter finns listade i Catalogue of Life.